# Ernst Lübbert

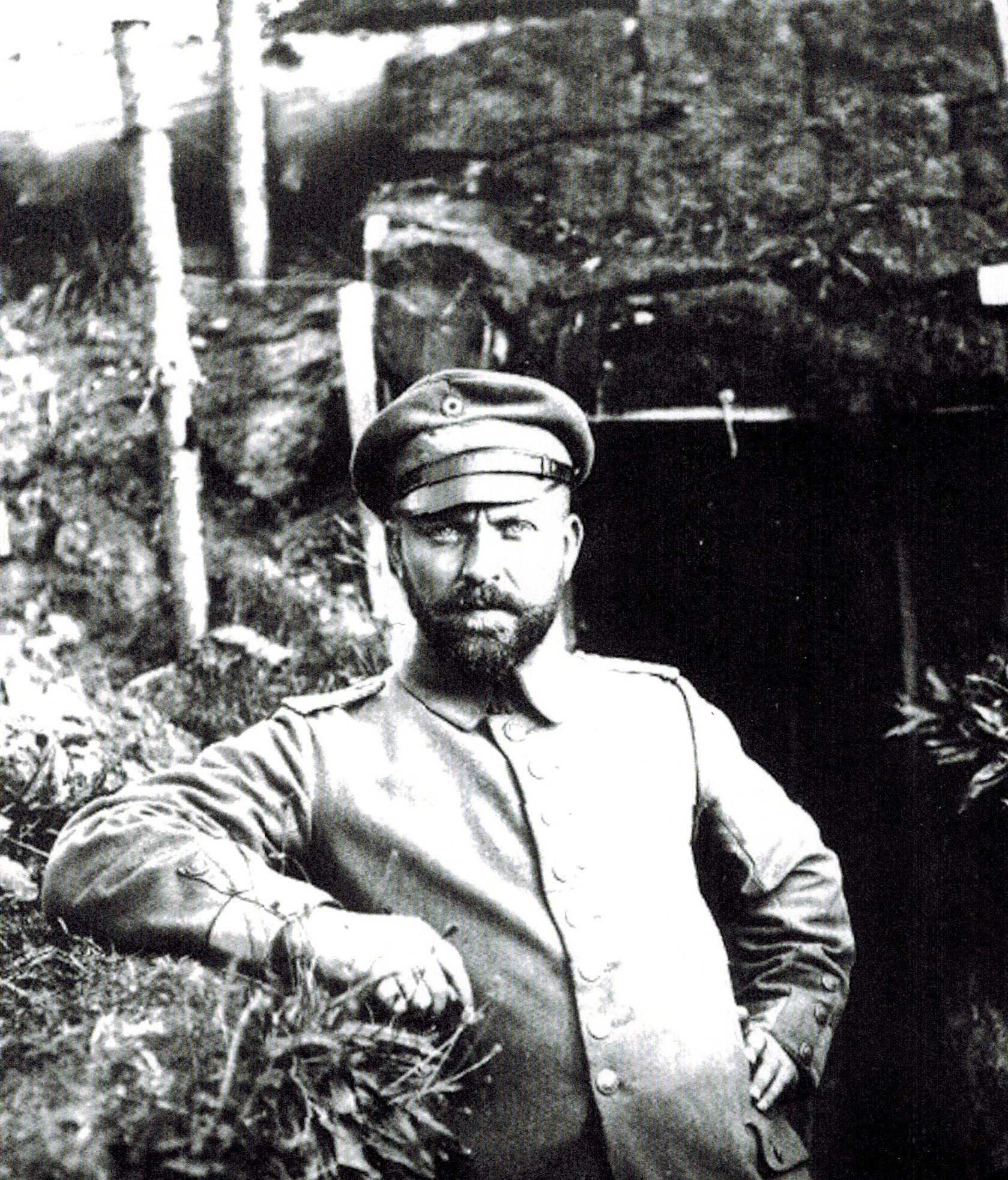
Ernst Lübbert im Schützengraben

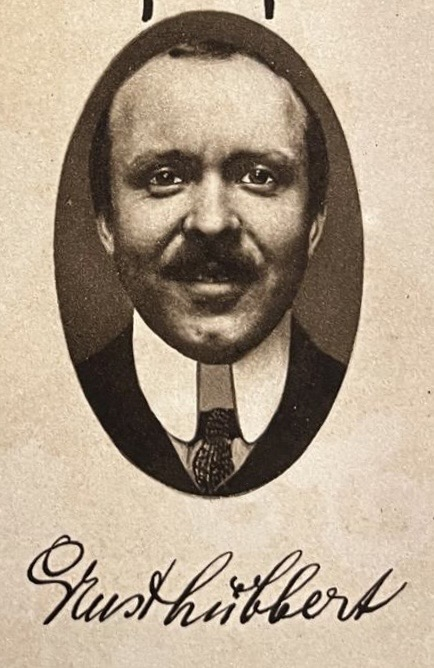
Ernst Lübbert im Jahre 1913

Ernst Heinrich August Johannes Lübbert (* 26. Juli 1879 in Warin; † 29. August 1915 bei Grodno am Njemen) war ein deutscher Maler und Illustrator.

## Leben

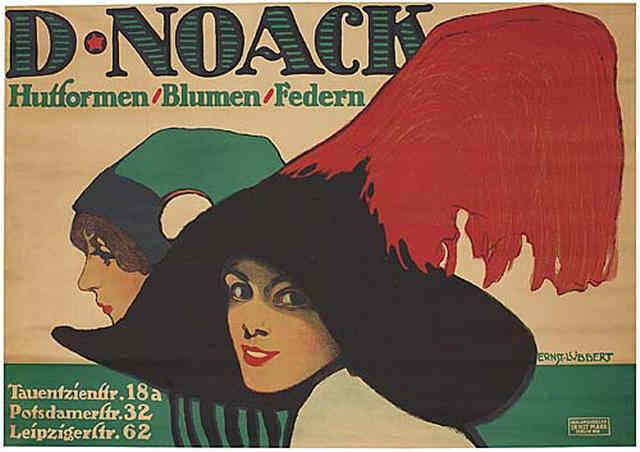
Von Ernst Lübbert gestaltetes Plakat, 1911

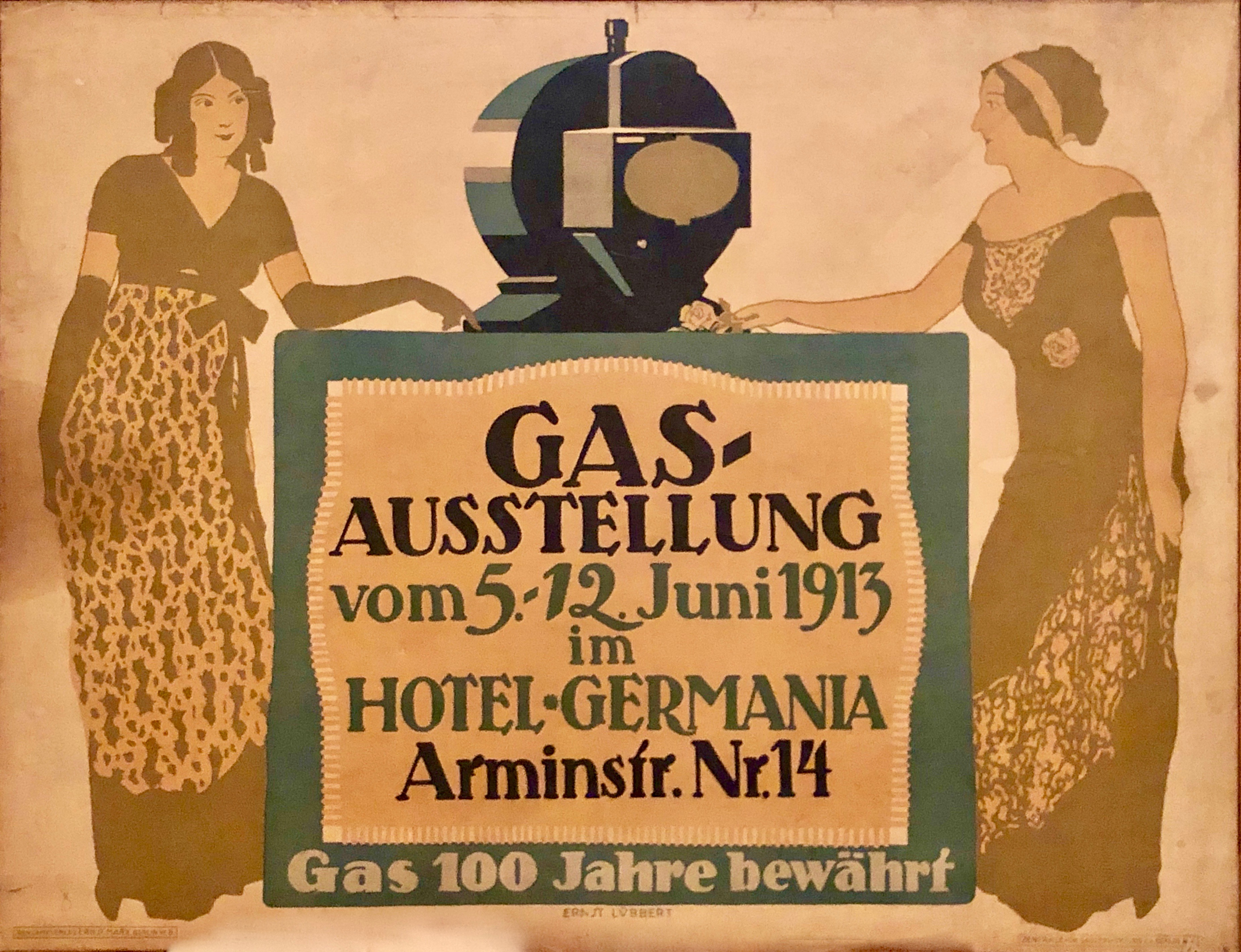
Plakat von Ernst Lübbert zur Gas-Ausstellung im Hotel Germania in Berlin

Ernst Lübbert wurde als erstes Kind des Verwaltungsbeamten Johann (Leonhard Christoph) Lübbert und dessen Frau Fransika (Charlotte Marianne), geb. Schäfer, in der mecklenburgischen Kleinstadt Warin geboren. Er wuchs als ältester von drei Söhnen seit 1886 in Stavenhagen auf, wo der Vater eine Anstellung als Amtsprotokollist gefunden hatte. Lübbert besuchte zunächst die Stavenhagener Bürgerschule, dann eine private Knabenschule ebenda und schließlich kurzzeitig das Gymnasium in Neubrandenburg, das er 1896 ohne Abitur verließ.
Nach kurzem privaten Zeichen- und Malunterricht studierte Lübbert ab 1896 an der Berliner Kunstakademie, u. a. bei Adolf Schlabitz, Joseph Scheurenberg, Max Koner und Friedrich Kallmorgen. Seine große Begabung trat rasch hervor. Ab 1904 arbeitete er als freischaffender Künstler. Ausgedehnte Studienreisen führten ihn nach Dalmatien, Montenegro, Italien, Tirol, Schottland und Paris.
Lübberts Hauptwerke sind diverse Ölgemälde, die auf Kunstausstellungen in Hamburg und Berlin gezeigt wurden. Um des Broterwerbs willen war er aber hauptsächlich als Karikaturist und Illustrator tätig. Zahlreiche Werbeanzeigen nach seinen Zeichnungen erschienen in der Tagespresse. Bekannt ist Lübbert heute vor allem noch durch seine Mitwirkung an dem von Arthur Brehmer herausgebenem utopischen Werk „Die Welt in hundert Jahren“ (Berlin 1910), zu dem u. a. Bertha von Suttner, Ellen Key, Bjørnstjerne Bjørnson, Eduard Bernstein und Hermann Bahr Essays beisteuerten.
Zu Beginn des Ersten Weltkriegs wurde Lübbert am 2. August 1914 zum Kriegsdienst einberufen. Am selben Tag heiratete er seine langjährige Freundin Hedwig Techel. Von patriotischen Gefühlen erfüllt, trat er den Dienst an. Im Morgengrauen des 29. August 1915 kam er als Leutnant und Kompanieführer bei einem Sturmangriff auf Lipsk bei Grodno am Njemen (heute: Hrodna, Belarus) durch einen Bauchschuss ums Leben. Sein Leichnam wurde nach Schwerin überführt und auf dem dortigen Alten Friedhof beigesetzt. Das Grab wird von einem außergewöhnlichen Grabmal nach Entwurf des Bildhauers Wilhelm Wandschneider geschmückt. Außerdem erinnern in Warin, Stavenhagen und Neubrandenburg Denkmäler an Lübbert.

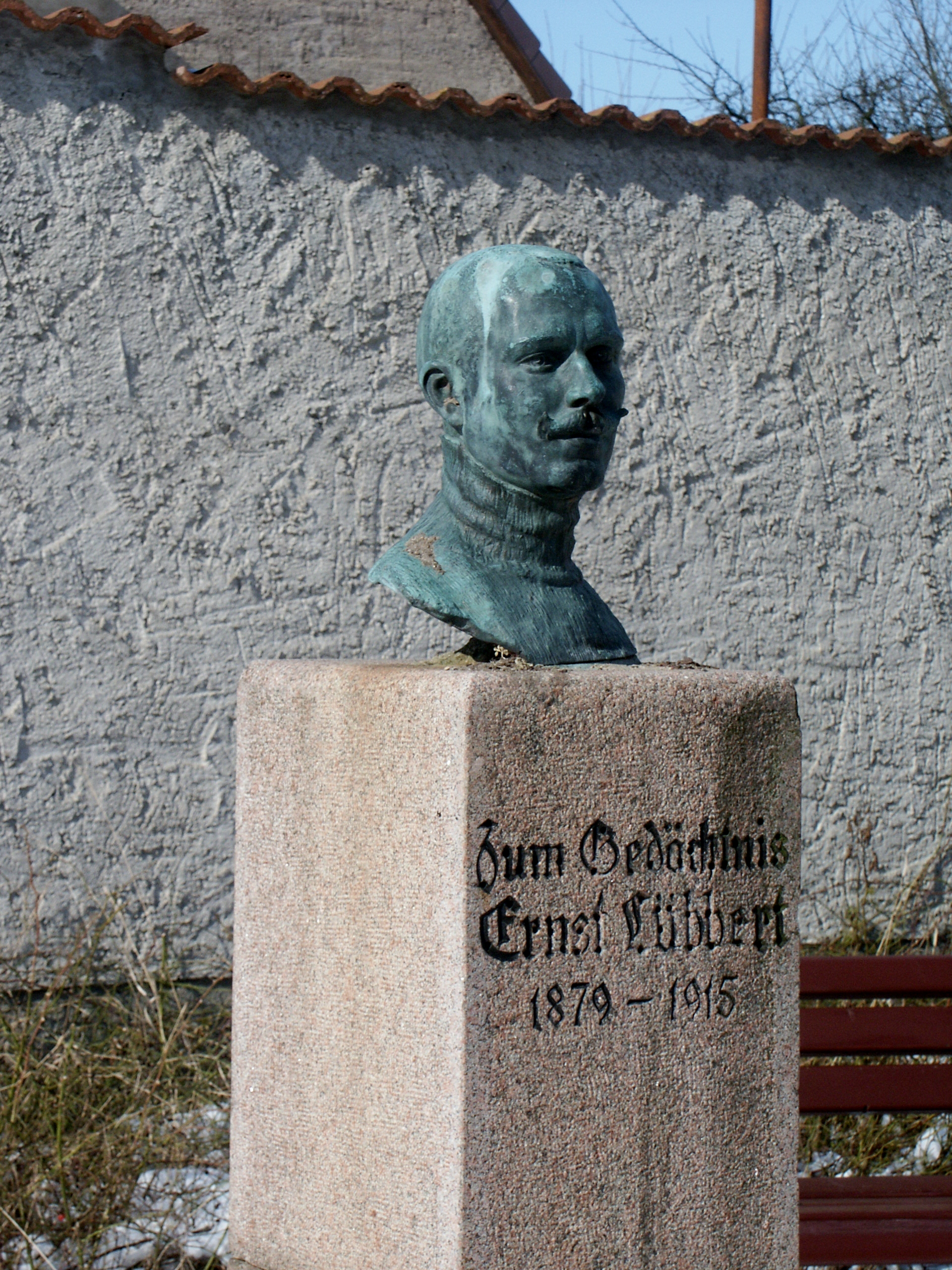
Ernst-Lübbert-Denkmal in Warin
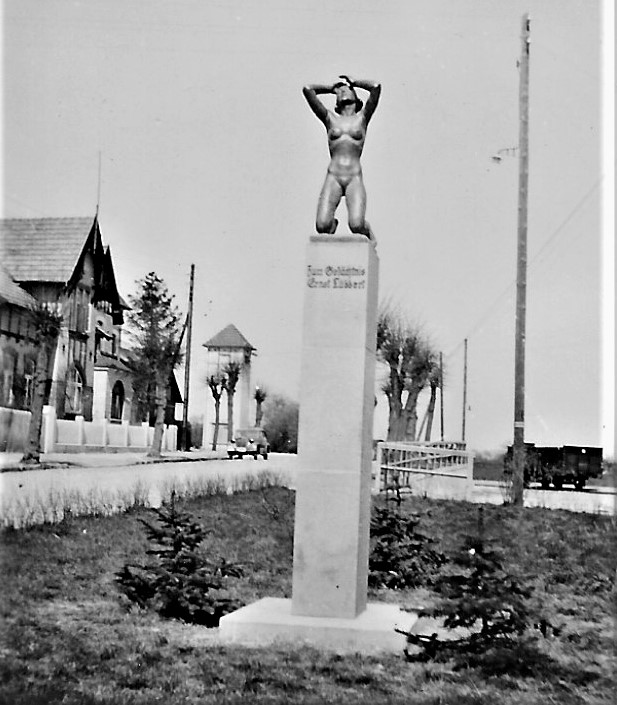
Ehem. Lübbert-Denkmal in Warin 1935 bis 1943
Lübbert-Denkmal Stavenhagen (Rekonstruktion 1989)
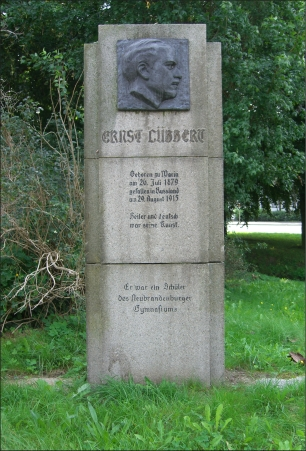
Ernst-Lübbert-Denkmal Neubrandenburg, 1934 (Relief erneuert)

## Publikationen
- Eine Nacht im Puppenlager des K.D.W. [Illustr.:] Ernst Lübbert [u. a.]. Verl.-Anstalt Buntdruck, Berlin [ca. 1910].
- Arthur Brehmer (Hrsg.): Die Welt in hundert Jahren. Mit Illustrationen von Ernst Lübbert. Verlagsanstalt Buntdruck, Berlin 1910.
- Kalender der "Berliner Morgenpost" für das Jahr 1914. Gestaltet von Ernst Lübbert. Berlin o. J. [1913].